# Mengjiang
Mengjiang (chinesisch 蒙疆, Pinyin Měngjiāng, W.-G. Meng-chiang – „mongolische Grenzregion“, wörtlich „mongolische Grenze“ bzw. 蒙古聯合自治政府,  Měnggǔ Liánhé Zìzhì Zhèngfǔ – „Mongolische Vereinigte Autonomieregierung“, mongolisch ᠣᠩᠭᠣᠯ ᠤ᠋ᠨ
ᠥᠪᠡᠷᠲᠡᠭᠡᠨ
ᠵᠠᠰᠠᠬᠤ
ᠬᠣᠯᠪᠣᠭᠠᠲᠤ
ᠵᠠᠰᠠᠭ ᠤ᠋ᠨ
ᠣᠷᠳᠣᠨ / Mongɣol un öbertegen ǰasaqu qolboɣatu ǰasaɣ un ordon) war ein japanischer Marionettenstaat in Nordchina. Er wurde am 1. September 1939 im Osten der Inneren Mongolei gegründet, im Wesentlichen aus den Provinzen Chahar und Suiyuan. Die Autonomie des Landes war rein theoretischer Natur, da die tatsächliche politische Machtausübung in den Händen der japanischen Besatzer blieb. Das Staatsoberhaupt von Japans Gnaden war der mongolische Prinz Demchugdongrub.

## Geschichte

### Hintergrund
Nach der japanischen Besetzung der Mandschurei im Jahr 1931 und der Errichtung des Marionettenstaates Mandschukuo versuchte Japan, seinen Einfluss in der Mongolei und in Nordchina auszudehnen. 1933 eroberte Japan die chinesische Provinz Rehe und gliederte sie Mandschukuo an. Daraufhin verfolgte Japan die Strategie der Schaffung von staatsähnlichen Pufferzonen im Norden Chinas (etwa in Hebei) an der Grenze zu Mandschukuo und unterstützte mongolische Unabhängigkeitsbestrebungen unter Demchugdongrub.
Um dem entgegenzuwirken, sah sich die Republik China unter Chiang Kai-shek 1934 gezwungen, der Inneren Mongolei Autonomie in Form eines mongolischen Rates für lokale Selbstverwaltung (蒙古地方自治政務委員會 Ménggǔ dìfāng zìzhì zhèngwù) mit Sitz in Bailingmiao (Provinz Suiyuan) zu gewähren. Er bestand allerdings nur zwei Jahre.
1936 schloss sich Demchugdongrub dem mandschurisch-japanischen Block an und bildete ausgehend von der Provinz Chahar eine mongolische Militärregierung (蒙古軍政府 Ménggǔ jūn zhèngfǔ), die bald auch die Provinz Suiyuan umfasste.
Am 7. Juli 1937 kam es zum Zwischenfall an der Marco-Polo-Brücke und damit zum Ausbruch des Zweiten Japanisch-Chinesischen Krieges. Im November 1937 ging die mongolische Militärregierung in die Verbündete Autonomieregierung über (蒙古联盟自治政府 Ménggǔ liánméng zìzhì zhèngfǔ). Ihr Gebiet umfasste

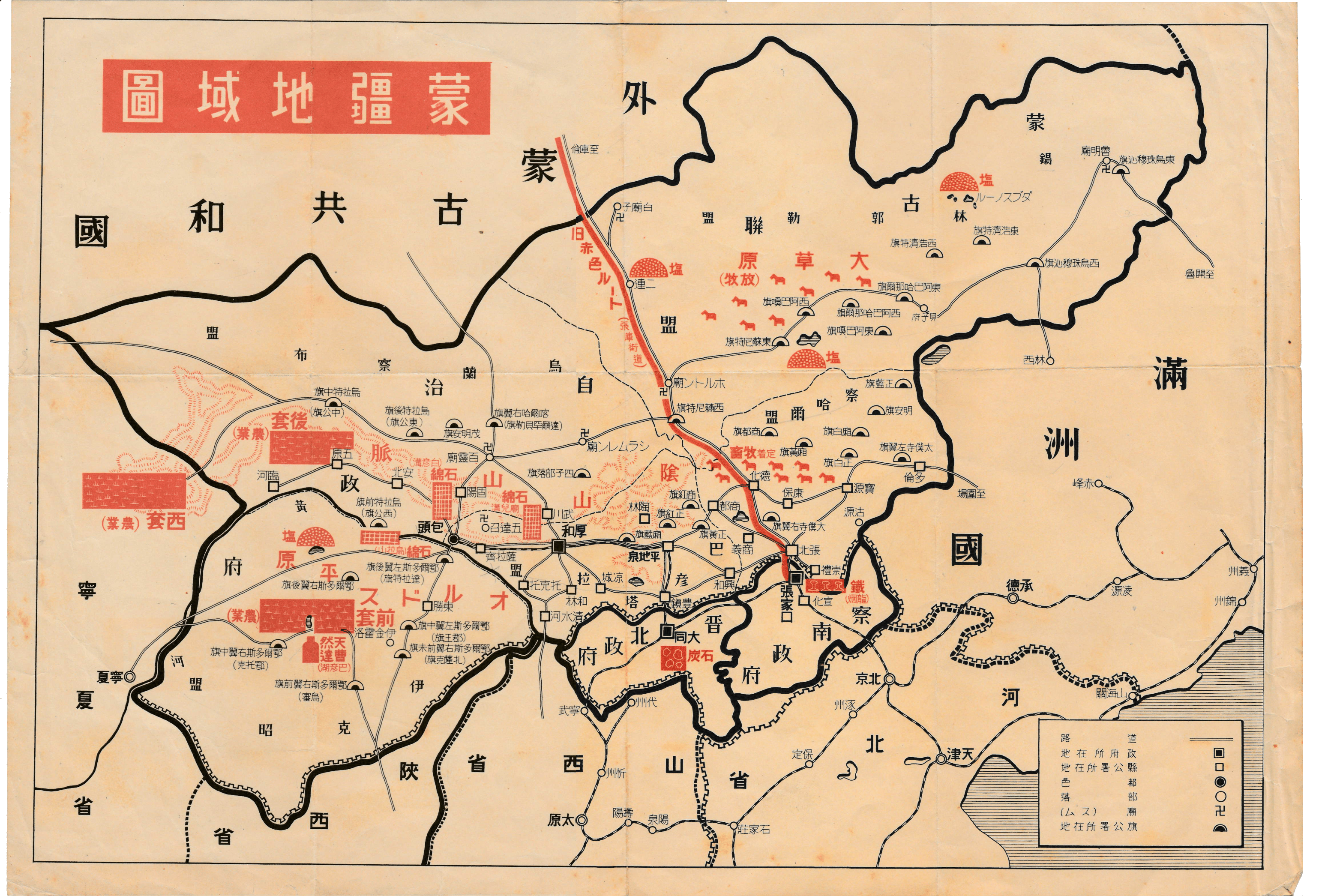
Karte von Mengjiang

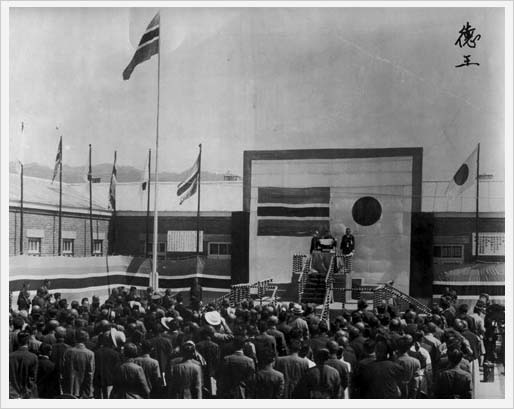
Zeremonie für die Gründung der Regierung von Mengjiang, 1. September 1939

- fünf Bünde (Ligen; chinesisch 盟 méng, mongolisch ᠠᠶᠢᠮᠠᠭ Aimag)
  - Chahar (察哈爾 Cháhāěr)
  - Xilin Gol (錫林郭勒 Xīlínguōlēi)
  - Ulanqab (烏蘭察布 Wūlánchábù)
  - Yeke Juu (伊克昭 Yīkèzhāo)
  - Bayantal (巴彦塔拉 Bāyàntǎlā) und
- zwei Städte
  - Baotou (包頭 Bāotóu)
  - Hohhot (厚和 Hòuhé; Hauptstadt).

Die Verbündete Autonomieregierung wurde mit den überwiegend von Han-Chinesen besiedelten Gebieten
- Süd-Chahar (察南 Chanan; Regierungssitz: 張家 Zhangjiakou, mongolisch ᠬᠠᠭᠠᠯᠭᠠᠨ Kalgan) und
- Nord-Shanxi (晋北 Jinbei; Regierungssitz: 大同 Datong)

zu einer Föderation mit einem Gemeinsamen Rat für das mongolische Grenzgebiet (蒙疆联合委员会 Méngjiāng liánhé wěiyuánhuì) in Zhangjiakou (Kalgan) vereinigt.

### Japanische Marionette

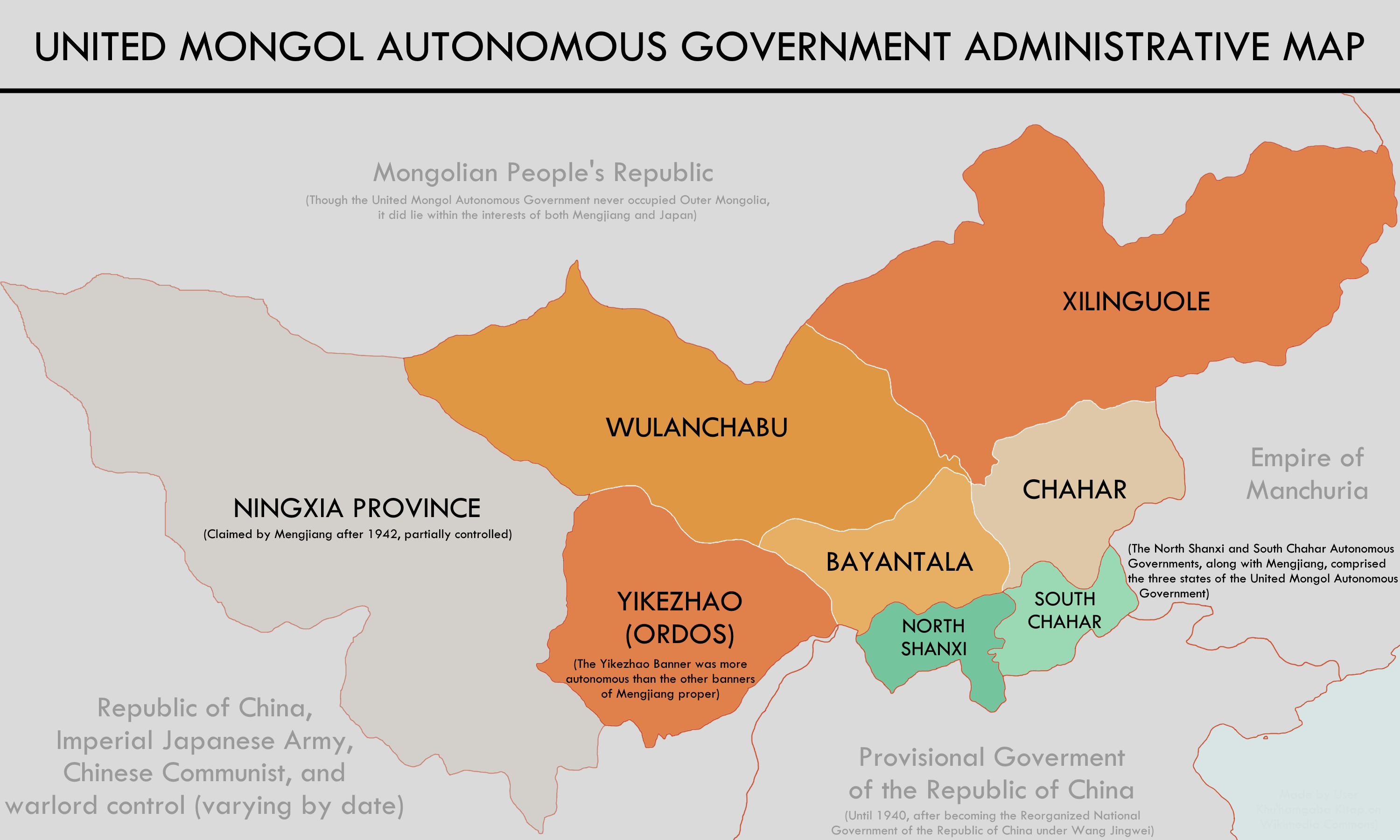
Verwaltungsgliederung der Vereinigten Autonomieregierung

Am 1. September 1939 wurden die Regierungen von Süd-Chahar und Nord-Shanxi mit der Verbündeten Autonomieregierung zusammengelegt, wodurch die Vereinigte Autonomieregierung von Mengjiang (蒙疆聯合自治政府 Méngjiāng liánhé zìzhì zhèngfǔ) entstand. Hauptstadt blieb Kalgan (Zhangjiakou). Der Staat erhielt eine neue Flagge ähnlich derjenigen von Mandschukuo mit Querstreifen in vier Farben, wobei Gelb für die Han-Chinesen, Blau für die Mongolen, Weiß für die Hui und das zentrale Rot für die Japaner stand.
1940 wurde Mengjiang in die Nanjing-Regierung als autonomer Staat eingegliedert. Am 4. August 1941 erhielt es offiziell den Namen Mongolischer Autonomer Staat (蒙古自治邦 Ménggǔ zìzhì bāng). Er umfasste die fünf mongolischen Bünde, drei Städte (Hohhot, Baotou, Zhangjiakou) sowie die beiden Präfekturen Chanan und Jinbei (letztere ab 1943 als Provinzen Xuanhua und Datong).
Im Verlauf der sowjetischen Invasion der Mandschurei vom 9. August bis zum 2. September 1945 wurde Mengjiang von der Roten Armee und der Mongolischen Revolutionären Volksarmee besetzt. Gemäß den alliierten Kriegszielen (Kairoer Erklärung) der Anti-Hitler-Koalition gab die Sowjetunion das Gebiet 1946 an die Republik China zurück. Seit 1949 gehört das Territorium größtenteils zur Volksrepublik China.

## Wirtschaft
In Mengjiang wurde von den Japanern die Bank von Mengjiang gegründet, die ihre eigene Währung druckte. Das Besondere an dieser Währung war, dass keine Jahreszahlen angegeben wurden.
In Mengjiang gab es große Eisenvorkommen. Die Japaner nahmen beispielsweise die Eisenmine Xuanhua Longyan in Betrieb, mit einer Reserve von 91.645.000 Tonnen im Jahr 1941.
Die geförderten Eisenerze wurden direkt nach Japan exportiert. Zur gleichen Zeit suchten die Japaner die Kohlereserven von Suiyuan (von Mengjiang besetzt), darunter 417 Millionen Tonnen und eine mit einem potenziellen Gewinn von 58.000 Tonnen im Jahr 1940.

## Militär
Die Armee von Mengjiang war eine Spezialeinheit der Kwantung-Armee unter direktem Kommando und hatte neben japanischen Kommandanten einheimische Kommandanten. Das Oberkommando hatte Li Shouxin.
Der Zweck der Armee bestand darin, japanische Operationen gegen die Mongolische Volksrepublik oder die Gebiete Nordchinas zu unterstützen und als örtliche Sicherheitskräfte zusammen mit der örtlichen Polizei zu agieren. Die Armee hatte auch die Pflicht, Prinz Demchugdongrub, das Staatsoberhaupt, hohe Militärbeamte, Politiker und die örtlichen Behörden zu schützen.
Die Armee war mit Gewehren, Pistolen, leichten und mittleren Maschinengewehren, Mörsern und einigen Artillerie- und Flugabwehrgeschützen ausgerüstet. Sie war als mobile Kavallerie und leichte Infanterie organisiert, mit wenig Artillerieunterstützung und ohne Panzer oder Flugzeuge.

### Geschichte
1936 wurde die Innermongolische Armee mit Mauser-Gewehren bewaffnet und hatte 200 Maschinengewehre. Die Armee hatte zusätzlich 70 Artillerie-Geschütze, meistens Mörser, und ein paar erbeutete chinesische Berg- und Feldkanonen verschiedener Typen (Munition und Ersatzteile wurden zu einem Problem). Die wenigen Panzer und Panzerwagen waren chinesische Fahrzeuge, die von Japanern besetzt wurden. Die 1.000 Leibwächter von Demchugdongrub wurden mit Maschinenpistolen ausgestattet.
Nach der Suiyuan-Kampagne wurde die Armee von Mengjiang aus den besiegten Resten der Innermongolischen Armee wiederaufgebaut. Die neuen acht mongolischen Kavallerie-Divisionen waren je 1.500 Mann stark. Einer Division wurden drei Regimenter von 500 Mann unterstellt. Jedes Regiment sollte drei Säbelkompanien und eine Maschinengewehrkompanie von 120 Mann haben. Diese Divisionen reichten jedoch tatsächlich von 1.000 bis 2.000 Mann (8. Division).
Im Jahr 1939 wurden die ethnischen chinesischen Truppen in den mongolischen Divisionen in der 1., 2. und 3. Division zusammengruppiert und gegen verschiedene Guerillagruppen eingesetzt.
Im Jahr 1943 wurden die mongolische 4. und 5. Division zu einer neuen 8. Division zusammengeführt, und die alte 7. und 8. Division bildeten die neue 9. Division. Die Stärke der Armee lag zwischen 4.000 und 10.000 Mann, alles zu dieser Zeit war Kavallerie und hatte wenig schwere Ausrüstung.
Mengjiang hatte 1943 auch 5 Verteidigungsabteilungen, die aus lokalen Milizen und anderen Sicherheitskräften, nominell aus drei Regimentern, bestanden. Anscheinend war nur eines dieser Regimenter in jeder Division funktionsfähig. 1944 reorganisierten die Japaner sie zusammen mit den Chahar-Garnisonen in vier Divisionen mit je 2.000 Mann.
Am Ende des Krieges bildeten insgesamt sechs Divisionen (zwei Kavallerie- und vier Infanteristen), drei unabhängige chinesische Brigaden und ein Sicherungs-Regiment die Armee.